# Paternò
Paternò (tiếng Sicilia: Patennò) là một đô thị và cộng đồng (comune) ở tỉnh Catania trong vùng Sicilia miền nam nước Ý.
Đô thị Acireale có diện tích 144,04 ki lô mét vuông, dân số thời điểm năm 2005 là 49.006 người.
Đô thị này có các đơn vị dân cư (frazioni) sau:
Các đô thị giáp ranh: 